# KNM-KP 29281
KNM-KP 29281 es el nombre de catálogo de los restos fósiles de una mandíbula de Australopithecus anamensis, del que son el holotipo, de un antigüedad de 4,1 millones de años encontrados en el yacimiento de Kanapoi, Kenia, por Peter Nzube en 1994 y cuya descripción fue hecha por Meave Leakey et al. y publicada en 1995.
Las iniciales KNM del nombre corresponden a Kenya National Museum (ahora conocido como National Museums of Kenya) y KP al yacimiento paleontológico de Kanapoi.

## Descripción
Los restos fósiles corresponden a una mandíbula superior completa asociada a parte del hueso temporal izquierdo de una hembra adulta. Conserva todos los dientes y su forma recuerda a los simios del Mioceno. Tiene grandes molares y también los caninos, lo que sitúa, por su morfología a los anamensis entre los más primitivos de los australopecinos.